# Nagelius castelnaudi
Nagelius castelnaudi är en skalbaggsart som först beskrevs av Sylvain Auguste de Marseul 1870.  Nagelius castelnaudi ingår i släktet Nagelius och familjen stumpbaggar. Inga underarter finns listade i Catalogue of Life.